# Oberhof
Oberhof ist eine Landstadt im Landkreis Schmalkalden-Meiningen in Thüringen (Deutschland). Sie liegt am Kamm des Thüringer Waldes auf etwa 815 m ü. NHN in der Nähe des Rennsteigs. Oberhof wird von der Landesplanung als Teil des kreisübergreifenden und funktionsteiligen Oberzentrums Südthüringen festgeschrieben.
Oberhof ist als deutsches Wintersportzentrum bekannt. Besonders populär sind hier die Sportarten Biathlon, Rennrodeln bzw. Bobsport, Skilanglauf und die Nordische Kombination. Die Stadt lebt vom Tourismus. Im Jahr 2009 kamen 132.000 Gäste mit insgesamt 426.000 Übernachtungen nach Oberhof. Damit ist Oberhof nach Erfurt und Weimar der meistbesuchte Ort in Thüringen sowie der meistbesuchte Ferienort im Thüringer Wald.
Oberhof ist auch bekannt für die dort stationierte Sportfördergruppe der Bundeswehr sowie für sein Sportgymnasium, welches das Zentrum der Wintersport-Nachwuchsförderung in Thüringen darstellt.

## Geografie
Oberhof liegt im Thüringer Wald, einem Mittelgebirge, in etwa 815 Metern Höhe. Südlich des Ortes verläuft der Rennsteig, der den Kamm des Gebirges darstellt. Die Stadt liegt auf einer Hochfläche, weshalb es im bebauten Gebiet keine großen Höhenunterschiede gibt. Direkt ans Stadtgebiet grenzt südlich der 904 Meter hohe Schützenberg. Etwa vier Kilometer südöstlich liegen mit dem 983 Meter hohen Großen Beerberg und dem 978 Meter hohen Schneekopf die beiden höchsten Berge Thüringens. Südwestlich von Oberhof liegen auch zwei Rennsteigpässe: der Pass am Grenzadler (ehemalige Landesgrenze zwischen dem Herzogtum Sachsen-Coburg und Gotha und Preußen) sowie der Pass am Rondell. Sie waren seit altersher Übergänge von Handelsstraßen. Bei Oberhof entspringen auch mehrere Flüsse, die Gera im Osten, die Ohra im Norden, die Hasel im Süden und die Schönau im Westen.
Die Umgebung Oberhofs ist komplett bewaldet, meistverbreitete Baumart ist die Fichte.

### Ausdehnung des Stadtgebiets

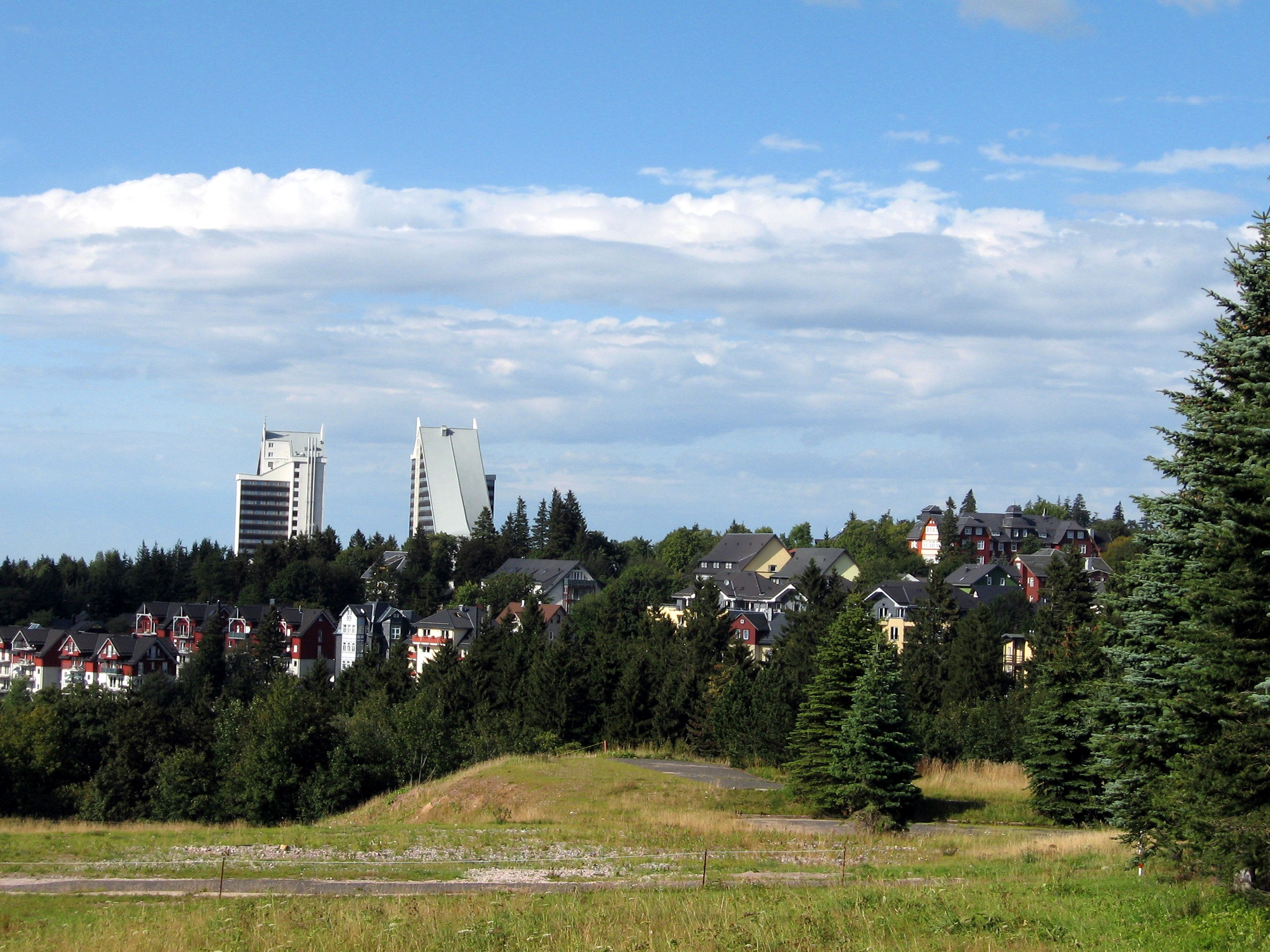
Stadtansicht Oberhof

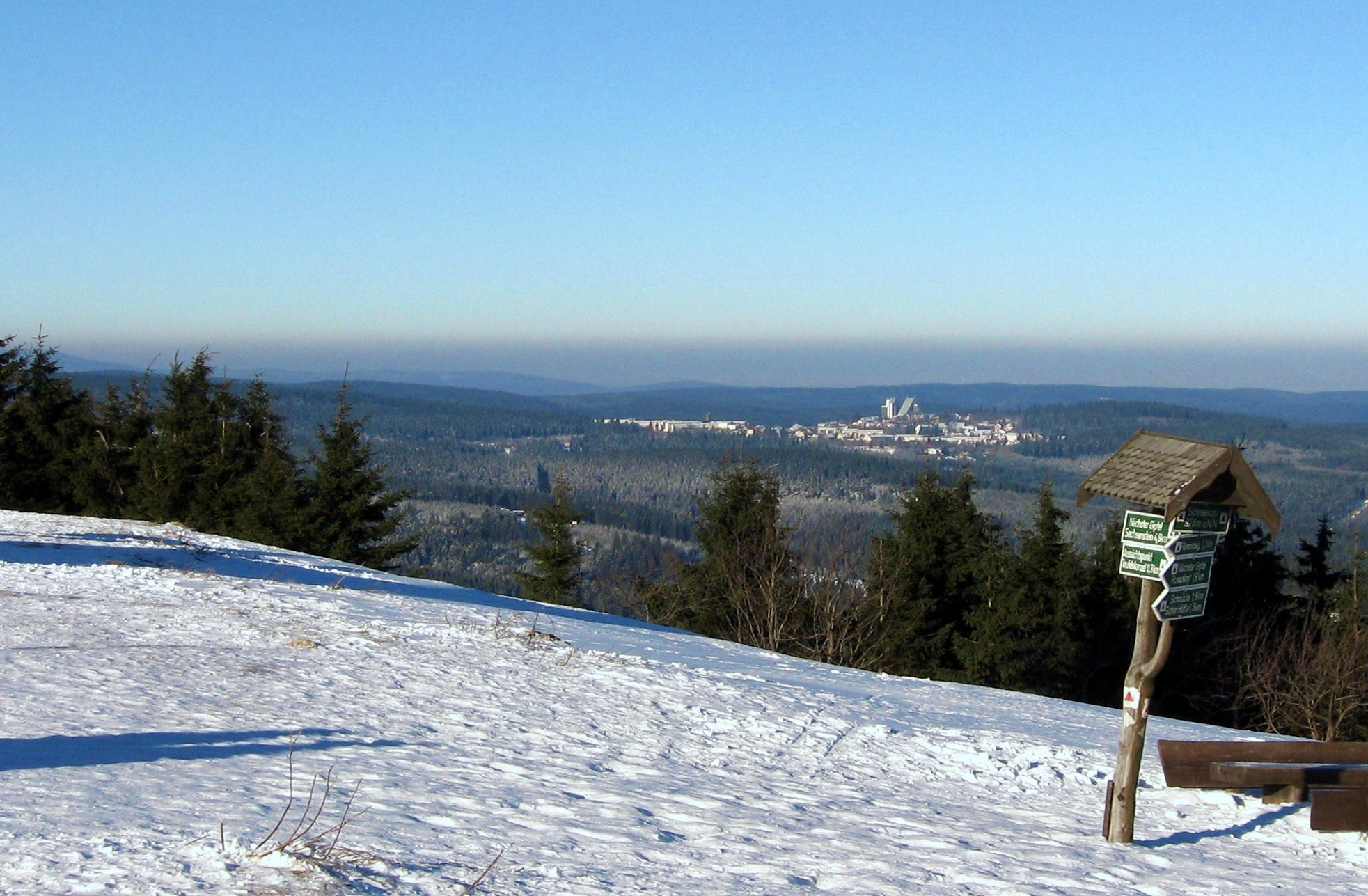
Blick vom Schneekopf (978 m) auf Oberhof. Aus dieser Perspektive erkennt man sehr gut die Lage der Stadt Oberhof auf dem Hauptkamm des Thüringer Waldes in etwa 800 m Höhe.

Das Stadtgebiet hat die Form eines auf den Kopf gestellten T, wobei sich der älteste Siedlungskern im Südosten befindet. Später wuchs der Ort dann in Richtung Westen und in den letzten 50 Jahren auch in Richtung Norden. Das Gründle, eine natürliche Feuchtfläche im Nordosten der Stadt, blieb bis 1994 unbebaut. 1996 wurde hier die „Rennsteig-Therme“ errichtet.
Oberhof besitzt keine Ortsteile.

### Nachbargemeinden
Oberhof liegt im nordöstlichsten Zipfel des Landkreises Schmalkalden-Meiningen und grenzt im Südwesten an die Städte Steinbach-Hallenberg und Zella-Mehlis. Im Osten grenzt die Stadt an die Landgemeinde Geratal im Ilm-Kreis und die kreisfreie Stadt Suhl. An die zum Landkreis Gotha gehörigen Gemeinden Luisenthal und Ohrdruf grenzt Oberhof im Norden.

### Klima
Das Klima Oberhofs ist sehr rau, deshalb konnte sich der Ort vor 1900 auch nicht entwickeln. Anders als die übrigen Orte des Thüringer Waldes liegt Oberhof ungeschützt nach Norden, Westen und Osten auf einer Hochfläche. Die nächstgelegene Wetterstation ist auf der Schmücke in etwa sechs Kilometern Entfernung am Rennsteig. Die jährliche Niederschlagsmenge ist mit etwa 1300 mm sehr hoch, die Jahresdurchschnittstemperatur liegt mit 4,4 °C im niedrigen Bereich. Die durchschnittliche Juli-Temperatur liegt bei 12,8 °C, die Januar-Temperatur bei −4,0 °C. Schnee liegt üblicherweise von Mitte November bis Ende März.
Wie viele vom Wintersport abhängige Mittelgebirgsregionen ist auch Oberhof von den Auswirkungen des Klimawandels betroffen. So ist die Region nicht mehr „schneesicher“, wie dies noch in der Vergangenheit der Fall war. Oberhofs Bürgermeister fasste die Situation auf Basis von Studienergebnissen wie folgt zusammen: „Man sagt da ganz offen: Freunde, passt auf! Wir werden 20 Schneetage weniger haben. Das klingt erstmal wenig spektakulär, denn man kann ja sagen: Dann haben wir immer noch 80 – das ist nicht das Problem! Aber die sind ja nicht am Stück. Das heißt Kalt- und Warmwetterperioden werden sich immer häufiger abwechseln. Ich sag es mal hemdsärmelig: Eine Woche Regen, eine Woche Schnee.“

## Geschichte

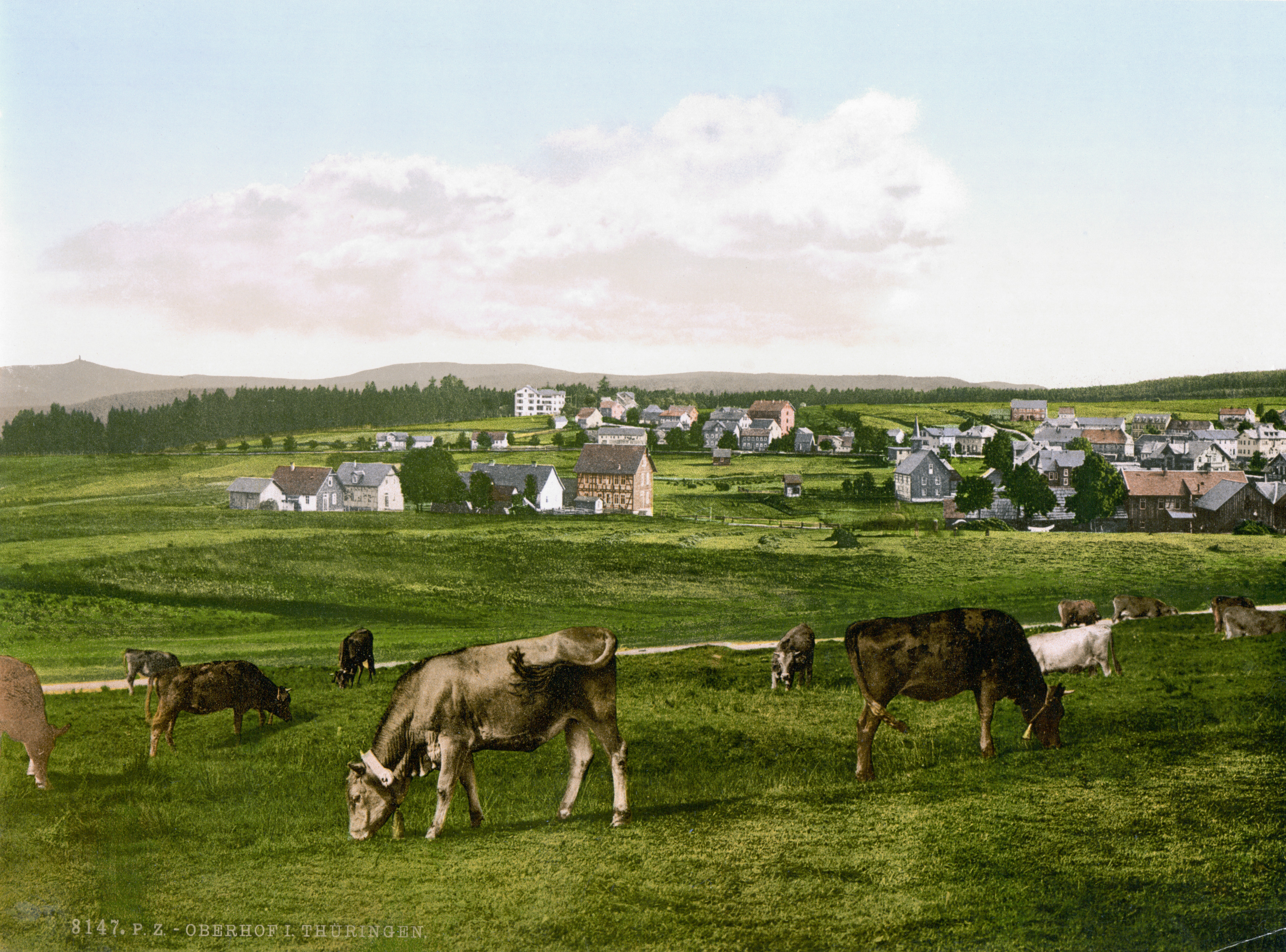
Oberhof um 1900

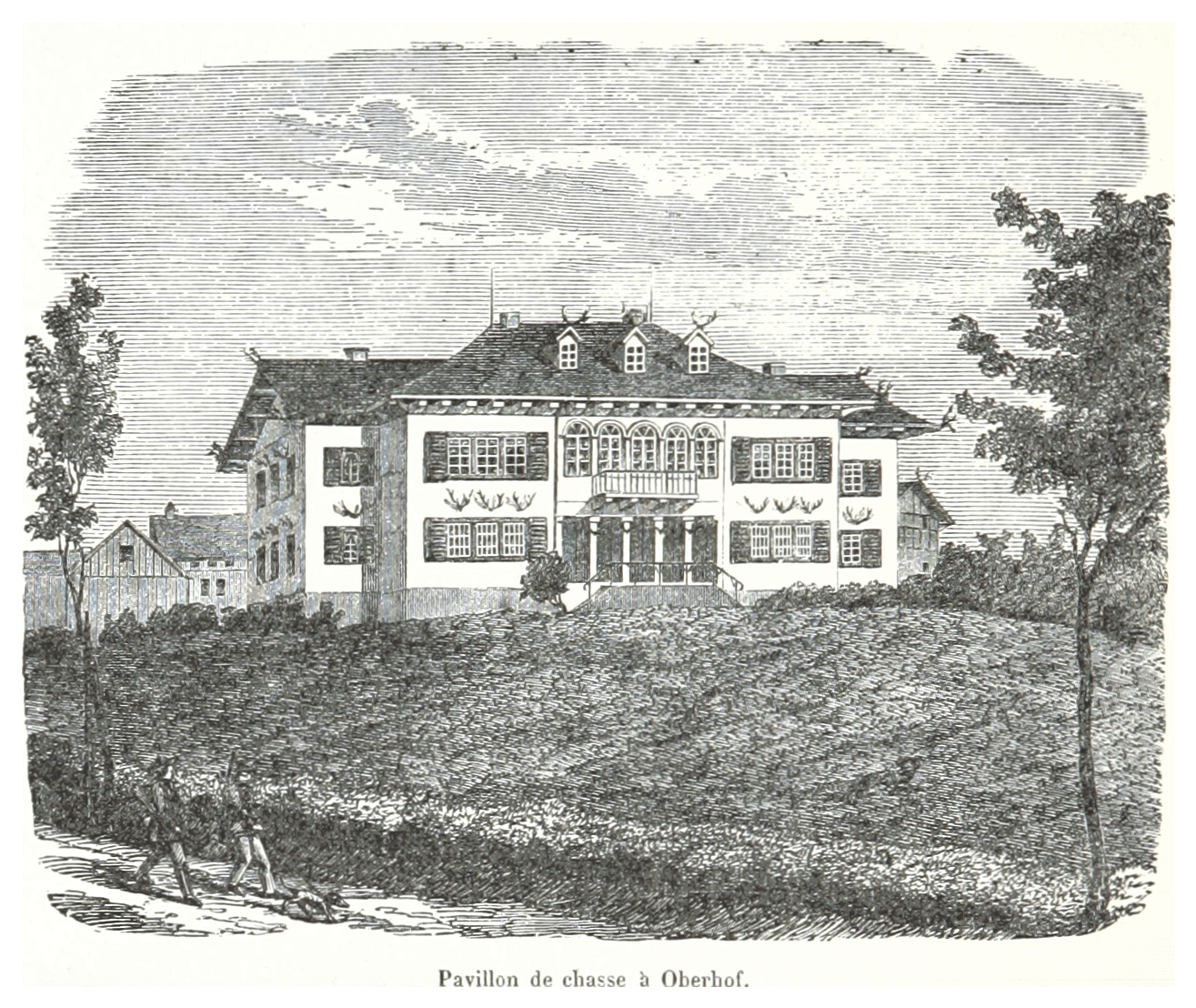
Ehemaliges Jagdschloss von 1830

Oberhof wurde 1470 erstmals urkundlich erwähnt. Der Ort im Amt Schwarzwald gehörte zu verschiedenen Ernestinischen Herzogtümern, zuletzt von 1826 bis 1918 zum Herzogtum Sachsen-Coburg und Gotha. 1830 ließ Herzog Ernst I. ein Jagdschloss errichten. 1861 kamen die ersten Feriengäste in den Ort. Mit der Fertigstellung des Brandleitetunnels der Bahnstrecke Neudietendorf–Ritschenhausen erhielt Oberhof 1884 einen Bahnanschluss, der den Ausbau des Fremdenverkehrs ermöglichte. 1901 besuchten 4.948 Gäste den Ort, 1913 waren es 12.772.
Nach der Gründung des Oberhofer Wintersportvereins, auf Initiative des Oberhofer Arztes Kurt Weidhaas, im Februar 1904 entwickelte sich der Ort zu einem Mittelpunkt des Wintersports. Unter dem Einfluss des Herzogs Carl Eduard, der Wintersport betrieb und ein Schlosshotel (1908) sowie ein Golfhotel (1912) bauen ließ, wurde Oberhof ein mondäner Wintersportort. Im Jahr 1906 wurden die erste Bobbahn und die erste Skisprungschanze eingeweiht.
Am 21. September 1912 wurde in Oberhof im Herzoglichen Golfhotel als Deutsches Reichskomitee für die wissenschaftliche Erforschung des Sportes und der Leibesübungen der Vorläufer der Deutschen Gesellschaft für Sportmedizin und Prävention gegründet. Es war weltweit die erste sportmedizinische Vereinigung. Deutschland gilt damit als Mutterland dieses Fachgebietes. Aus Anlass des 100. Jahrestages wurde in Oberhof eine neue Gedenktafel am ehemaligen Golfhotel enthüllt, die von dem Sportmediziner Professor Karl-Hans Arndt aus Erfurt gestiftet worden war.
Im Jahr 1931 wurden im Ort erstmals Weltmeisterschaften ausgetragen, und zwar im Zweierbob und in der Nordischen Kombination auf der Hindenburgschanze. 1939 wurde Oberhof als Luftkurort in die amtliche Liste der Großdeutschen Heilbäder eingetragen.
Während des Zweiten Weltkrieges mussten etwa 170 Frauen und Männer aus den von Deutschland besetzten Ländern Zwangsarbeit verrichten: beim Forstamt, bei der Bahnmeisterei, in Wehrmachtsreservelazaretten und im Fremdenverkehrsgewerbe. Oberhof war Lazarettstadt. Die großen Hotels dienten als Reservelazarette für die verwundeten Soldaten. Im April 1945 kamen beim Todesmarsch des KZ Bad Salzungen drei Häftlinge ums Leben und wurden später auf dem Waldfriedhof an der Crawinkler Straße begraben, wo ein Gedenkstein an sie erinnert. Am 3. April 1945 beantworteten amerikanische Panzer deutsches MG-Feuer mit schwerem Granatbeschuss, unter anderem auf ein deutsches Geschütz, den deutschen Gefechtsstand im Hotel Diana und das Schlosshotel. Dadurch brannte das zentral gelegene Herzogliche Schlosshotel vollständig aus.
Am 13. November 1950 wurden insgesamt 48 Familien (ca. 170 Personen), überwiegend Eigentümer von Hotels und Pensionen, aufgrund der vom Stellvertreter des Vorsitzenden des Ministerrats Walter Ulbricht erlassenen Anordnung auf Anweisung des Thüringer Innenministeriums vom 10. November 1950 wegen angeblicher „Wirtschaftsverbrechen“ entschädigungslos enteignet und aus Oberhof deportiert. Alles Inventar musste für die volkseigene Weiternutzung in den Gebäuden bleiben. Diese Aktion wurde bis Februar 1951 noch zweimal wiederholt. Zahlen hierzu liegen nicht vor. Anschließend wurde Oberhof von der DDR-Führung systematisch zu einem Urlaubs- und Sportzentrum ausgebaut. Die Pensionen wurden als Ferienobjekte des FDGB-Feriendienstes weiterbetrieben. 1952 wurde Oberhof in den neugegründeten Bezirk Suhl eingegliedert.
Von 1951 bis 1956 fanden die DDR-Wintersportmeisterschaften in Oberhof statt. 1964 wurde der Bau der Großschanze am Rennsteig für das Skispringen abgeschlossen und 1971 die Rennschlittenbahn fertiggestellt, auf der 1973 erstmals die Rennrodel-Weltmeisterschaften ausgetragen wurden.
Am 17. November 1957 wurde die evangelische Christuskirche eingeweiht. Grundsteinlegung für den Neubau, der ein Gotteshaus von 1783 ersetzte, war im Frühjahr 1953. Es war die erste neugebaute Kirche in der neugegründeten Deutschen Demokratischen Republik.
Walter Ulbricht ließ für sich und hochrangige Parteikader 1963 das Gästehaus des DDR-Ministerrates, eine exklusive Nobelherberge, nahe Oberhof (Lage) errichten. Einige Hektar Wald wurden dafür gerodet. Hinsichtlich der Materialbeschaffung wurde das geheime Objekt wie eines zur Landesverteidigung bevorzugt, auch Importmaterialien aus dem „nichtsozialistischen Währungsgebiet“ wurden großzügig verwendet. 1990 wurde das Gästehaus geschlossen und verfällt seitdem.
Von 1968 bis 1978 erfolgte unter flächengreifendem Abriss der vorhandenen Bausubstanz ein Aus- und Umbau Oberhofs, der den Charakter des Ortes völlig veränderte. Der Staatsratsvorsitzende Walter Ulbricht zog für die Planungen seinen Berliner Architekten Hermann Henselmann heran. Beide liebten repräsentative Symbolarchitektur. Mit der Ablösung von Ulbricht wurden nicht alle Planungen verwirklicht. Die Aufnahmekapazität der Hotels und Heime wurde auf 4500 Betten vergrößert. Dazu wurden unter anderem die großen Hotelanlagen Panorama (1969) in der Form von zwei 56 Meter hohen Sprungschanzen, Rennsteig (1973) in der Form eines Rennsteigsteins und Fritz Weineck (1975) errichtet. 1971 wurde in Ortsmitte als Erlebniszentrum der „Obere Hof“, mit sieben Restaurants der größte Gaststättenkomplex der DDR, eröffnet. Ein neues Wohnviertel entstand in Plattenbauweise.
Nach der Wende wurden im Jahre 2002 das FDGB-Hotel Rennsteig, ein 15-stöckiges Hochhaus im Zentrum des Ortes, ausgestattet wie ein Interhotel, und das Ernst-Thälmann-Haus (ehemals Hotel Thüringer Wald) abgebrochen. Im Jahr 2003 folgte das 500-Betten Hotel Schützenberg (ehemals Fritz Weineck). Es wurden wieder kleinere Hotels und Pensionen eingerichtet. Von den 50 im Jahre 1950 vertriebenen Familien leben Anfang des 21. Jahrhunderts acht wieder in Oberhof.
Auf dem Gelände des Kurparkes wurde 2001 ein Hochseilgarten errichtet und 2016 wieder abgebaut. 2011 hatte der Ort 3500 Gästebetten. Zwischen 2019 und 2022 errichtete die österreichische Unternehmerfamilie Mayer am Schützenberg für rund 65 Millionen Euro das Familien-Resort The Grand Green mit über 500 Betten in mehr als 100 Familiensuiten und 15 Chalets. Auf dem Gelände stand früher das FDGB-Erholungsheim „Fritz Weineck“.

### Einwohnerentwicklung
| - 1665: 00.51 - 1705: 0.150 - 1900: 0.400 - 1933: 1.149 - 1939: 1.086 - 1994: 2.189 - 1995: 2.118 - 1996: 2.052 - 1997: 1.981 | - 1998: 1.884 - 1999: 1.845 - 2000: 1.803 - 2001: 1.726 - 2002: 1.693 - 2003: 1.647 - 2004: 1.613 - 2005: 1.632 - 2006: 1.673 | - 2007: 1.594 - 2008: 1.533 - 2009: 1.513 - 2010: 1.530 - 2011: 1.576 - 2012: 1.666 - 2013: 1.631 - 2014: 1.664 - 2015: 1.668 | - 2016: 1.625 - 2017: 1.634 - 2018: 1.608 - 2019: 1.650 - 2020: 1.626 - 2021: 1.570 - 2022: 1.504 - 2023: 1.591 - 2024: 1.592 |

 Datenquelle ab 1994: Thüringer Landesamt für Statistik

## Politik

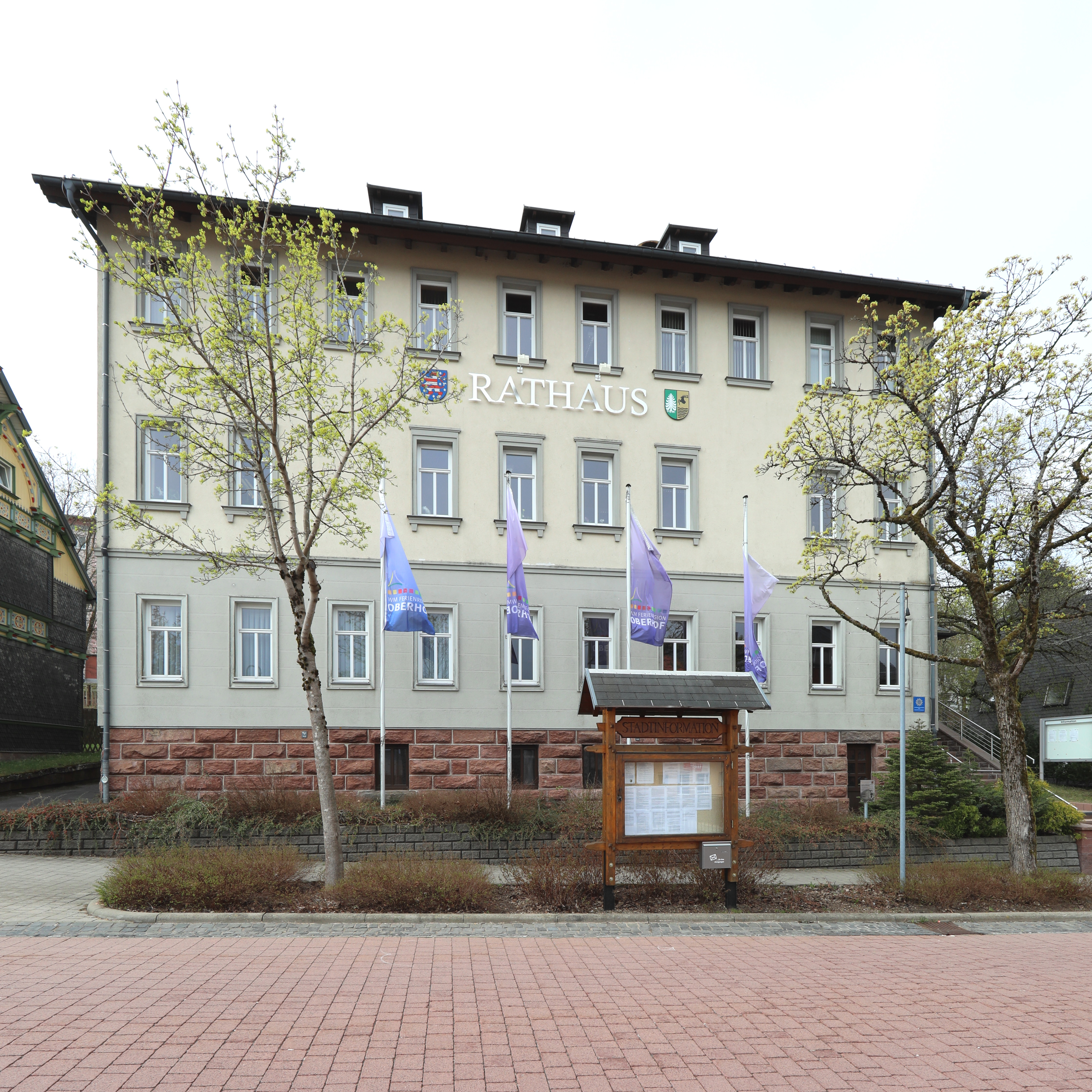
Rathaus von Oberhof

### Stadtrat und Bürgermeister
Bei der Wahl des Stadtrates im Mai 2024 gewannen die Freien Wähler die absolute Mehrheit, während die Wählergemeinschaft Oberhof Stimmen einbüßte. Aktiv für Oberhof (AfO) trat bei der Wahl 2024 nicht an, dafür allerdings die rechtsextreme AfD Thüringen, welche auf Anhieb einen Sitz erzielte.
| Partei                            | Stimmenanteil | Sitze |
| --------------------------------- | ------------- | ----- |
| Freie Wähler Oberhof              | 54,7 %        | 7     |
| Wählergemeinschaft Oberhof (WGO)  | 33,8 %        | 4     |
| Alternative für Deutschland (AfD) | 11,5 %        | 1     |
| Summe                             | 100 %         | 12    |

Bürgermeister war seit 2006 Thomas Schulz. Er wurde am 29. April 2018 mit 56,8 % der Stimmen für weitere sechs Jahre im Amt bestätigt. Er wurde mit der Wahl vom 26. Mai 2024 abgelöst von Daniel Fischer, der 95,2 % der gültigen Stimmen erhielt. Die Wahlbeteiligung lag bei 64,3 %.

### Städtepartnerschaften
- Winterberg, Nordrhein-Westfalen
- Bad Neustadt an der Saale, Bayern
- Lillehammer, Norwegen, seit 1993[14]

## Kultur und Sehenswürdigkeiten

### Kulturdenkmale
Das Jagdschloss Oberhof wurde 2020 abgebrochen.

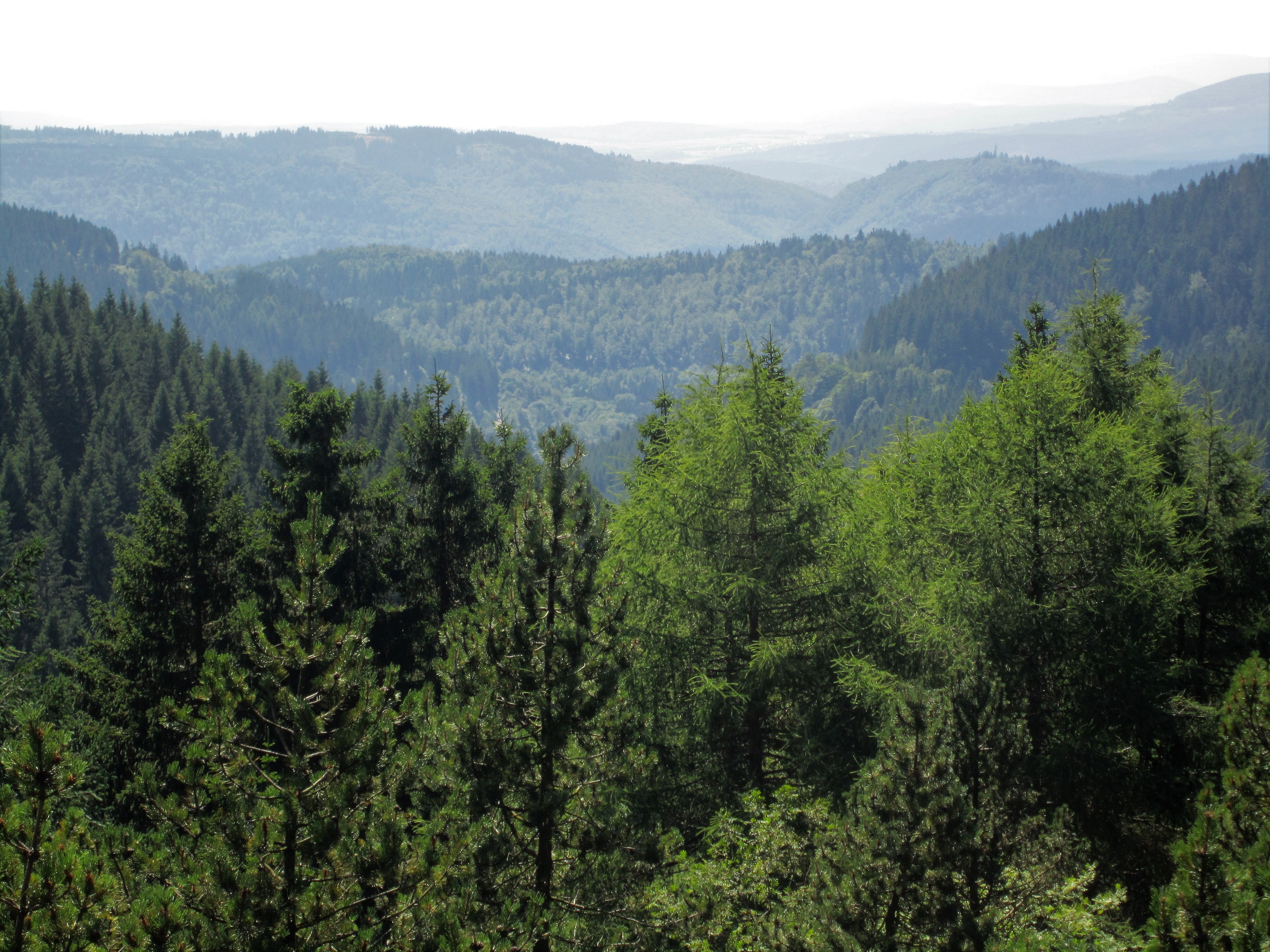
Blick vom Gipfel des Pfanntalskopfes über die Südwestflanke des Thüringer Waldes bis zur Rhön

### Naturdenkmäler
Im Norden der Stadt befindet sich auf dem Schloßberg ein Naturschutzgebiet mit den ältesten Fichten (sog. Schloßbergfichte), eine sehr widerstandsfähige und den klimatischen Bedingungen der Kammlagen angepasste Fichtenrasse.
Die Schuderbachswiese ist ein Flächennaturdenkmal wegen zahlreicher seltener und vom Aussterben bedrohter Pflanzen und beherbergt Thüringens größtes Arnikavorkommen.
Am Südostrand der Stadt, bietet der Rennsteiggarten Oberhof als Botanischer Garten für die Gebirgsflora auf sieben Hektar einen Überblick über etwa 4000 verschiedene Pflanzenarten aus vielen Gebirgsregionen der Erde. Den höchsten Punkt des Rennsteiggartens bildet der Gipfel des 868 m hohen Pfanntalskopfs.

### Sport

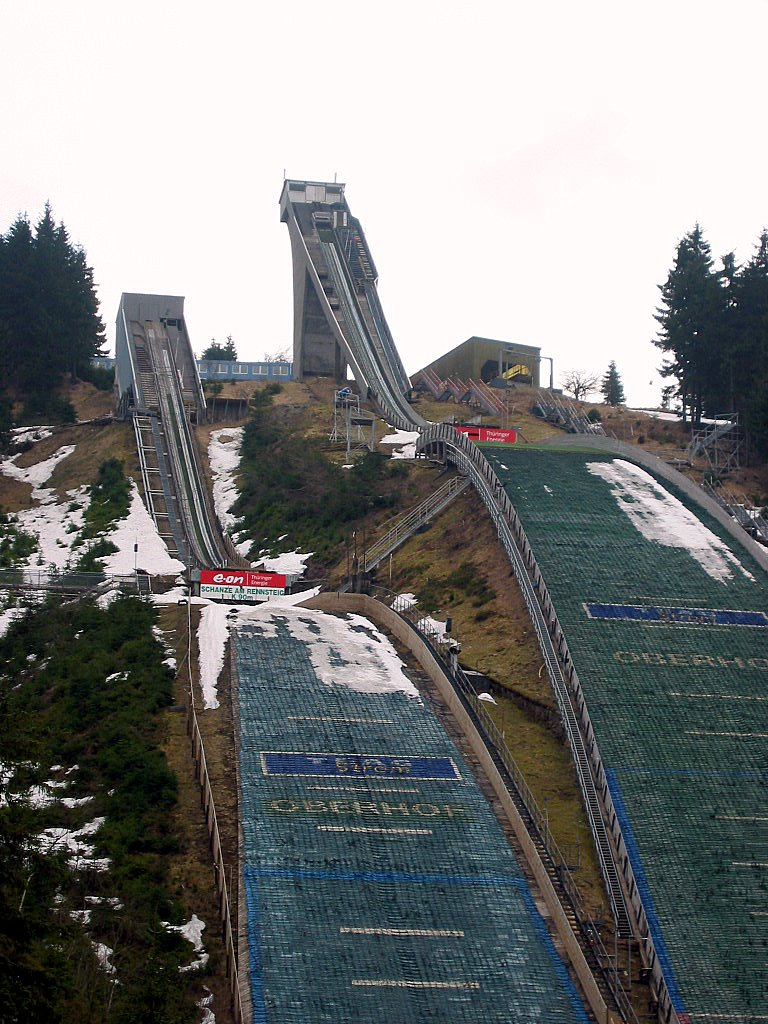
Schanzenanlage im Kanzlersgrund

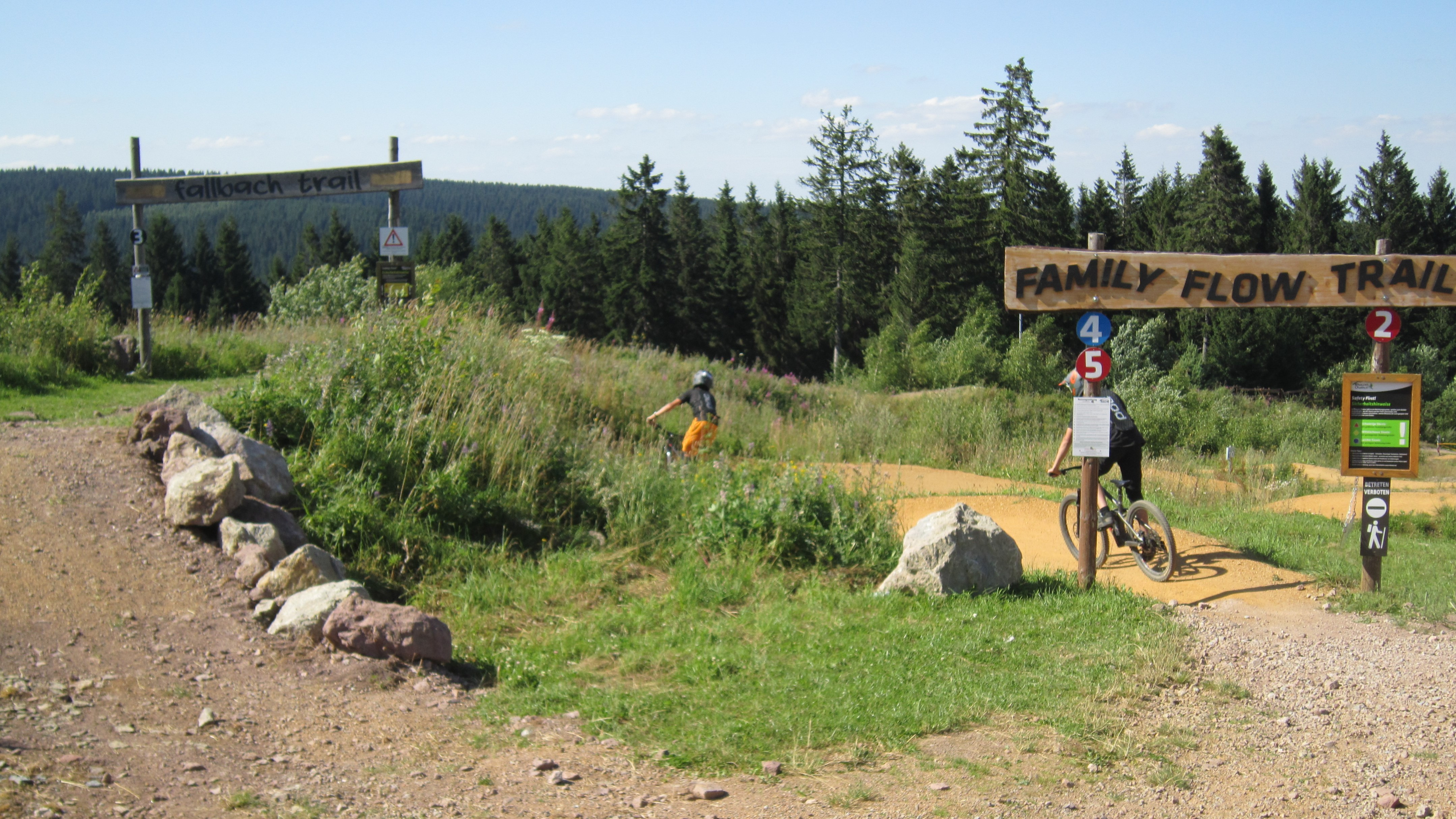
Trails für Downhill-Radsportler an der Sessellift-Bergstation

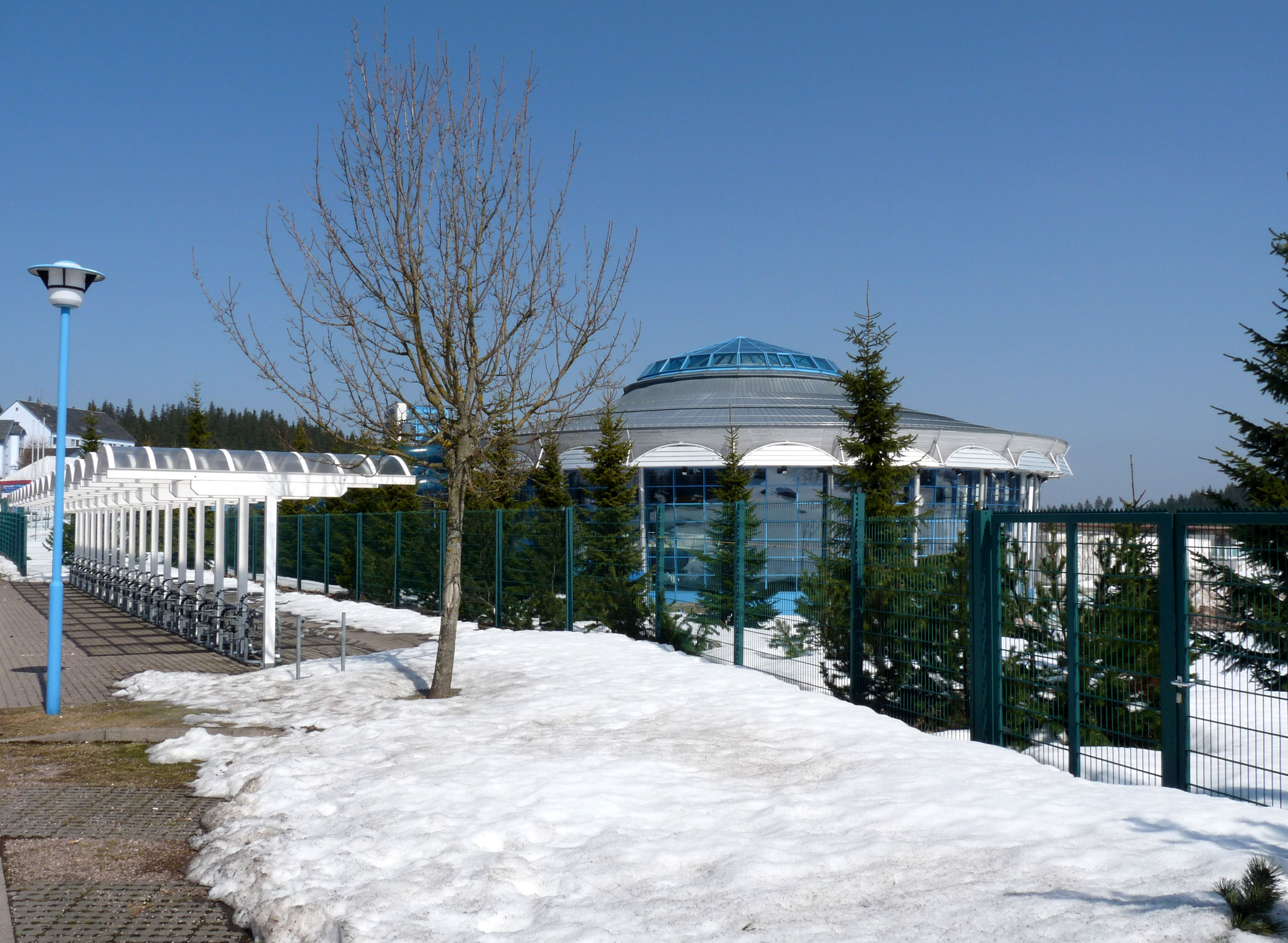
Freizeitbad H2Oberhof

Zu den Besonderheiten Oberhofs gehört die Konzentration vieler Sport-, vor allem vieler Wintersportanlagen auf engstem Raum, so zum Beispiel die Sprungschanzen Schanzenanlage im Kanzlersgrund und Jugendschanze Oberhof, das Biathlon-Stadion Lotto Thüringen Arena am Rennsteig sowie die Rennrodelbahn Oberhof. Diese kann im Winter, wenn gerade keine Wettkämpfe auf ihr stattfinden, von jedermann für Ice-Rafting oder zum Bobfahren genutzt werden. Von Mai bis September gibt es auch Angebote für Sommerbobfahrten. Für Abfahrtsläufer und Snowboarder wurde 1998 ein 800 m langer Hang einschließlich Sessellift, Beschneiungsanlage und Flutlichtbetrieb geschaffen. An jedem Sessel können ein oder zwei Fahrräder angehängt werden, mit denen in der wärmeren Jahreszeit Downhill-Fahrer direkt von der Bergstation des Sessellifts auf eigenen Trails talwärts fahren können. 2009 wurde die Lotto Thüringen Skisporthalle Oberhof in Betrieb genommen, auf deren 1,9 km langem Rundkurs mit bis zu 12 % Steigung man auch im Sommer Langlaufskisport betreiben kann.
Die Umgebung der Stadt eignet sich im Winter auch besonders für Skilangläufer auf vielen Kilometern gespurter Loipen, während im Sommer die Gegend gut geeignet für Wanderungen ist. Auch der Rennsteig-Radfernweg führt durch die Stadt. In Oberhof beginnen der Rhön-Rennsteig-Radweg und der Haseltal-Radweg.
Am Grenzadler befindet sich auch die Sportfördergruppe der Bundeswehr (Kaserne am Rennsteig). Dort gehen unter anderem Biathleten, Bobfahrer, Nordische Kombinierer, Rennrodler und Langläufer des Bundeskaders ihrem Training nach. Auch erfolgreiche Trainer wie Frank Ullrich sind dort Sportsoldaten.
Die Rennsteig-Thermen, ein Freizeitbad mit Saunalandschaft, war in den Jahren 1994 bis 1996 für rund 17,4 Millionen Euro errichtet und im November 1996 eröffnet worden. Aufgrund rund 4,37 Millionen Euro erwirtschafteten Fehlbeträgen zwischen den Jahren 2001 und 2008, insbesondere durch hohe Energie-, Wasser- und Abwasserkosten, wurde das Bad im Oktober 2008 geschlossen. Im Dezember 2011 begann der Umbau des Bades, das am 20. Januar 2014 unter dem neuen Namen H2Oberhof wiedereröffnet wurde. Die Kosten betrugen 10,3 Millionen Euro.
Mit dem Herzoglichen Golfclub Oberhof besitzt die Stadt nicht nur einen der ältesten, sondern auch den einzigen denkmalgeschützten Golf-Club in Deutschland.

## Wirtschaft und Infrastruktur

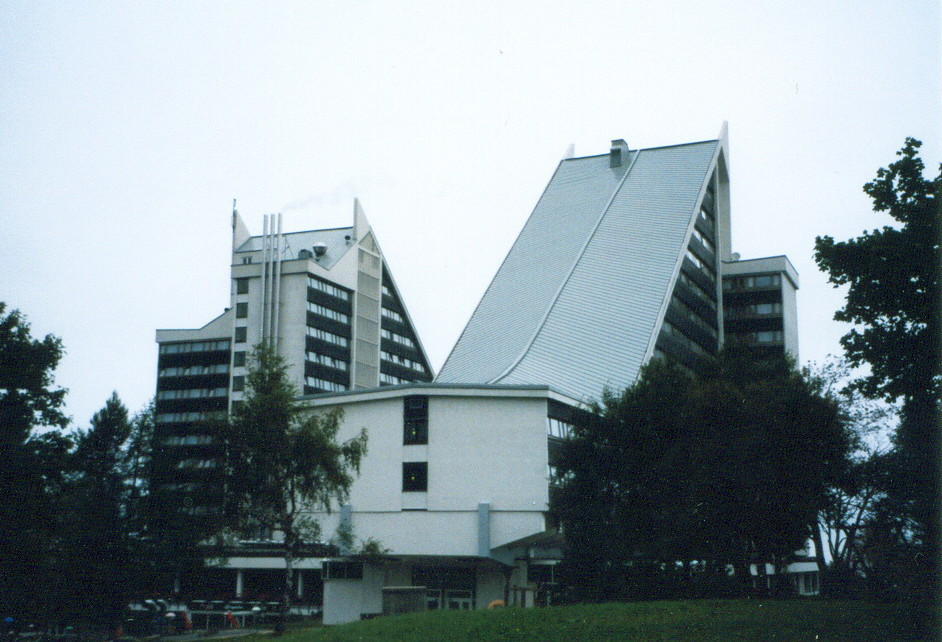
Der Tourismus spielt in Oberhof eine wichtige Rolle. Das größte Hotel ist das Panorama

Oberhof ist ein staatlich anerkannter Erholungsort. Die Wirtschaft Oberhofs ist einzig und allein auf den Tourismus gestützt. Somit sind die größten Arbeitgeber verschiedene Hotels, außerdem gibt es zahlreiche Gaststätten, Sportgeschäfte, ein Spaßbad, ein Exotarium, sowie weitere für den Tourismus benötigte Infrastruktureinrichtungen, wie den Oberen Hof als Stadtkern. Auch die Wintersportstätten schaffen zahlreiche Arbeitsplätze. Im Sportgymnasium  Oberhof ersetzen heute Biomasse und Sonnenenergie die fossilen Energieträger.

### Verkehr
Oberhof liegt an der Landesstraße 3247 (ehemals Bundesstraße 247), welche das etwa 20 Kilometer südlich gelegene Suhl mit dem 30 Kilometer nördlich gelegenen Gotha verbindet. Über die L 3247 sind auch die A-71-Anschlussstelle Oberhof (etwa acht Kilometer südlich) und die A-4-Anschlussstelle Gotha (etwa 23 Kilometer nördlich) erreichbar. Landesstraßen führen von Oberhof nach Schmalkalden im Westen, Ilmenau im Osten sowie Gräfenroda und Crawinkel/Arnstadt im Nordosten.

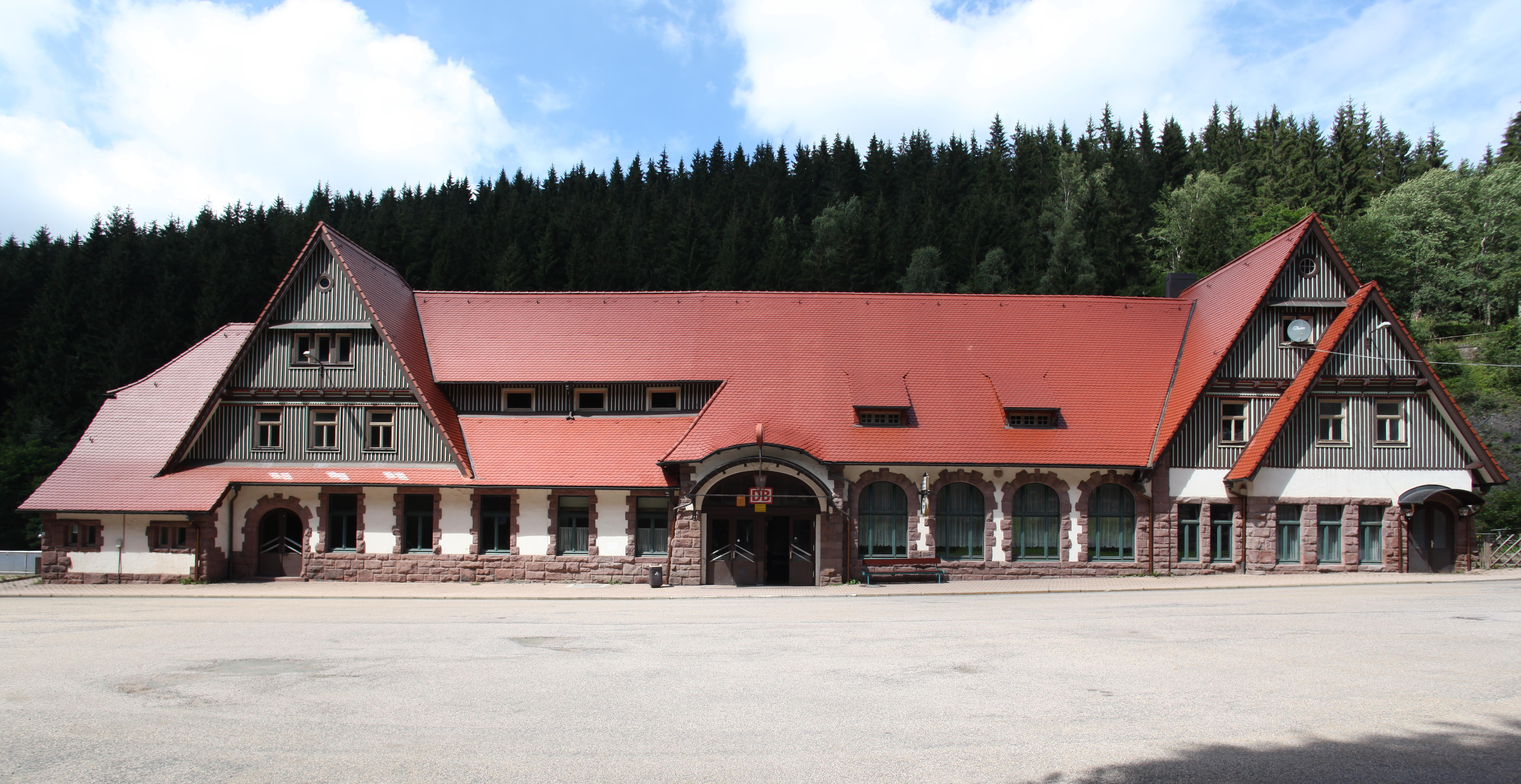
Bahnhof Oberhof (Thür)

Einen Anschluss an die Bahnstrecke Neudietendorf–Ritschenhausen hatte Oberhof vom 1. August 1884 bis zum 9. Dezember 2017. Der Bahnhof Oberhof (Thür) liegt jedoch etwa fünf Kilometer südlich der Stadt in einer Schlucht 160 Meter tiefer. Dort bestand zuletzt alle zwei Stunden Anschluss nach Erfurt über Arnstadt und Würzburg über Zella-Mehlis (RE 7: „Mainfranken-Thüringen-Express“) sowie nach Meiningen mit der Süd-Thüringen-Bahn (STB 44), ebenfalls alle zwei Stunden. Bis 2021 verkehrte im Winter an drei Wochenenden der „Rodelblitz“, ein Sonderzug auf der Relation Erfurt–Arnstadt–Oberhof–Zella-Mehlis–Meiningen bzw. Eisenach–Bad Salzungen–Schmalkalden–Zella-Mehlis–Oberhof–Arnstadt. Dieses Angebot war darauf ausgerichtet, Tagesgäste nach Oberhof zu bringen. Vom Bahnhof verkehrten regelmäßig Busse vom bzw. ins Stadtzentrum. Seit Dezember 2017 halten planmäßig keine Personenzüge mehr in Oberhof. Als Ersatz wurde die Busverbindung nach Zella-Mehlis gestärkt und der dortige Bahnhof barrierefrei ausgebaut. Weitere Busverbindungen gibt es in alle nahe gelegenen Mittelzentren.
Durch Oberhof verlaufen der Bergwanderweg Eisenach–Budapest sowie der Rennsteig-Radwanderweg.

### Medien
Die regionale Tageszeitung der Stadt ist das Freie Wort, Lokalausgabe Zella-Mehlis.

## Persönlichkeiten

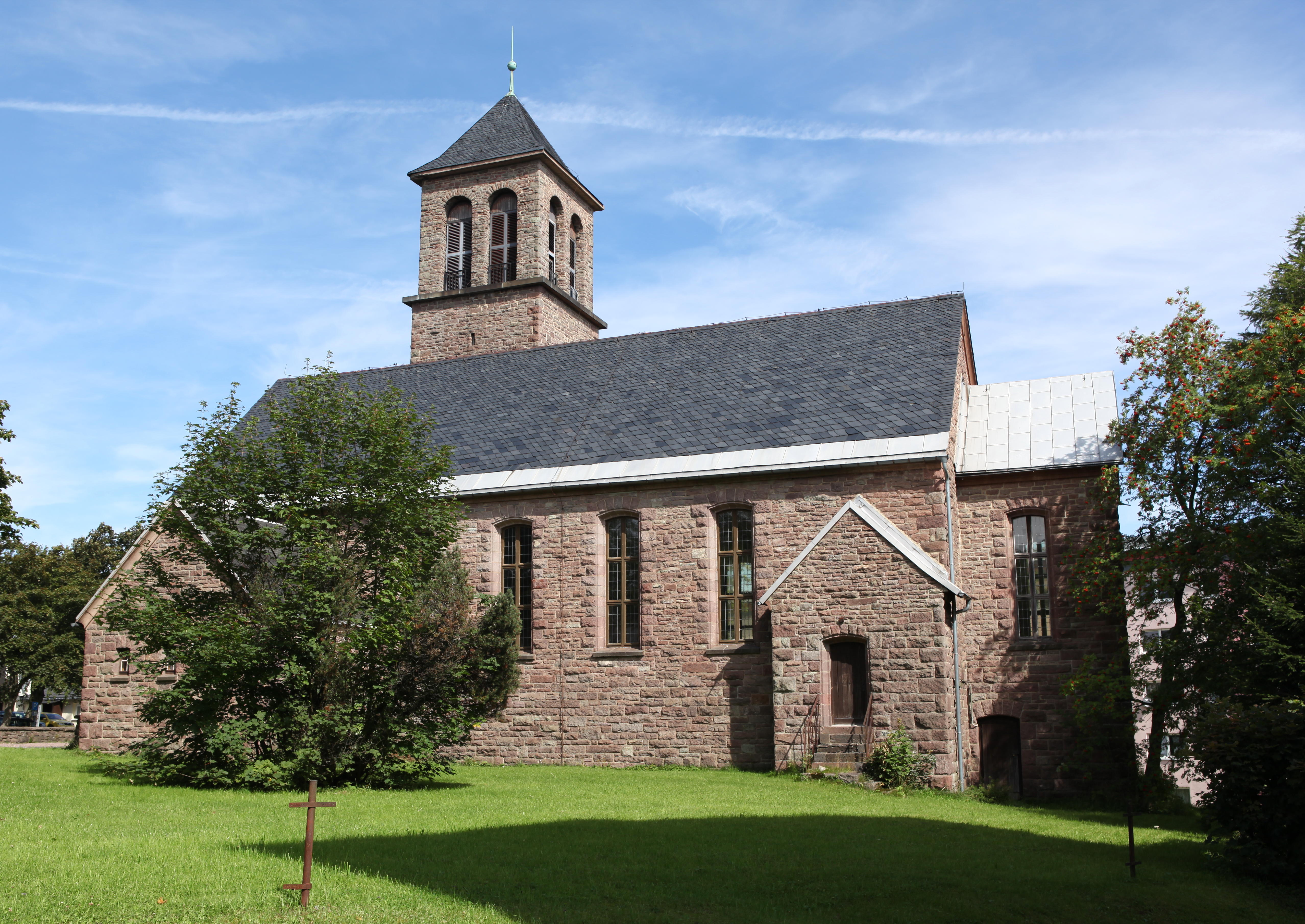
Evangelische Christuskirche (1957)
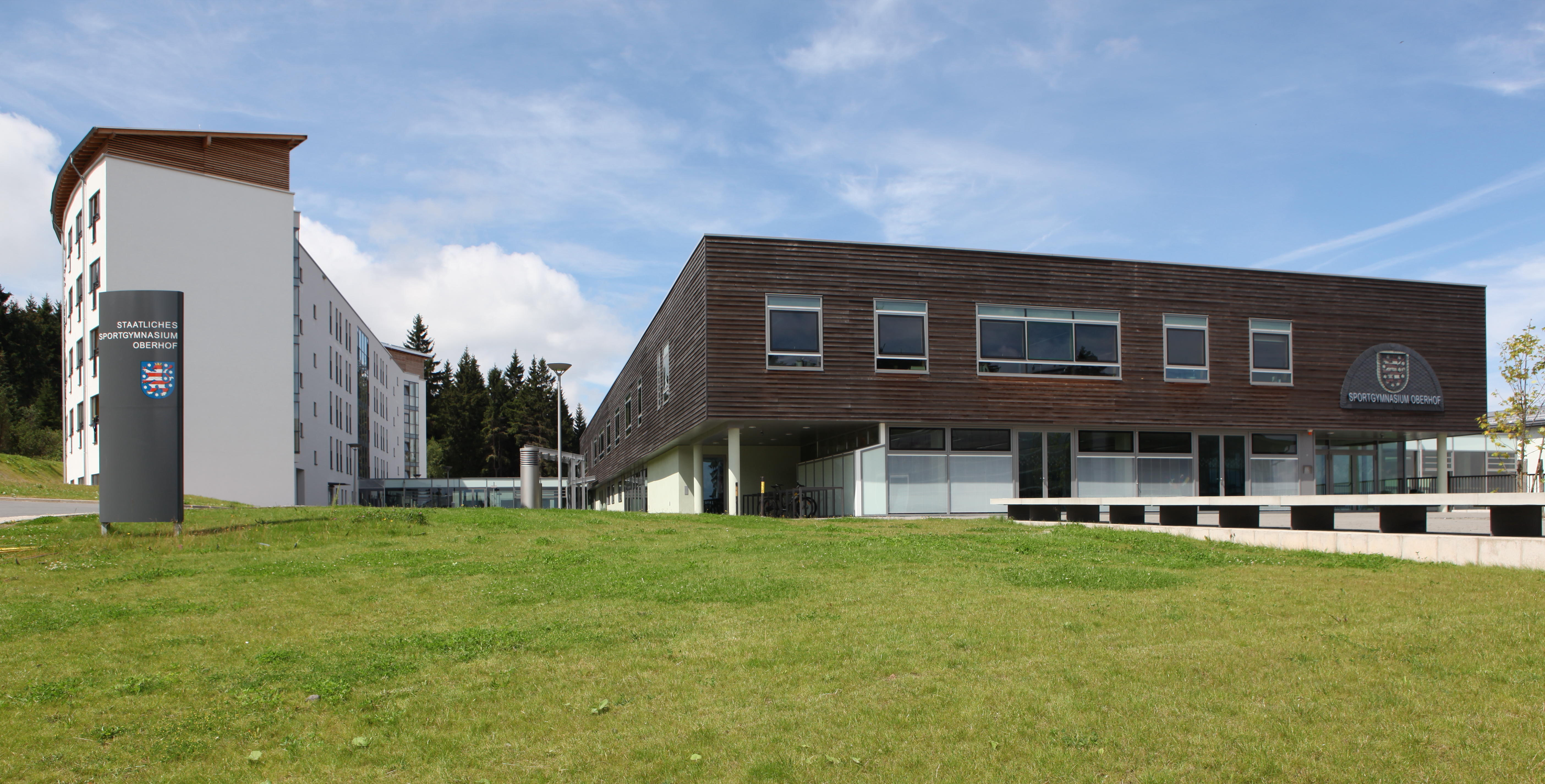
Sportgymnasium
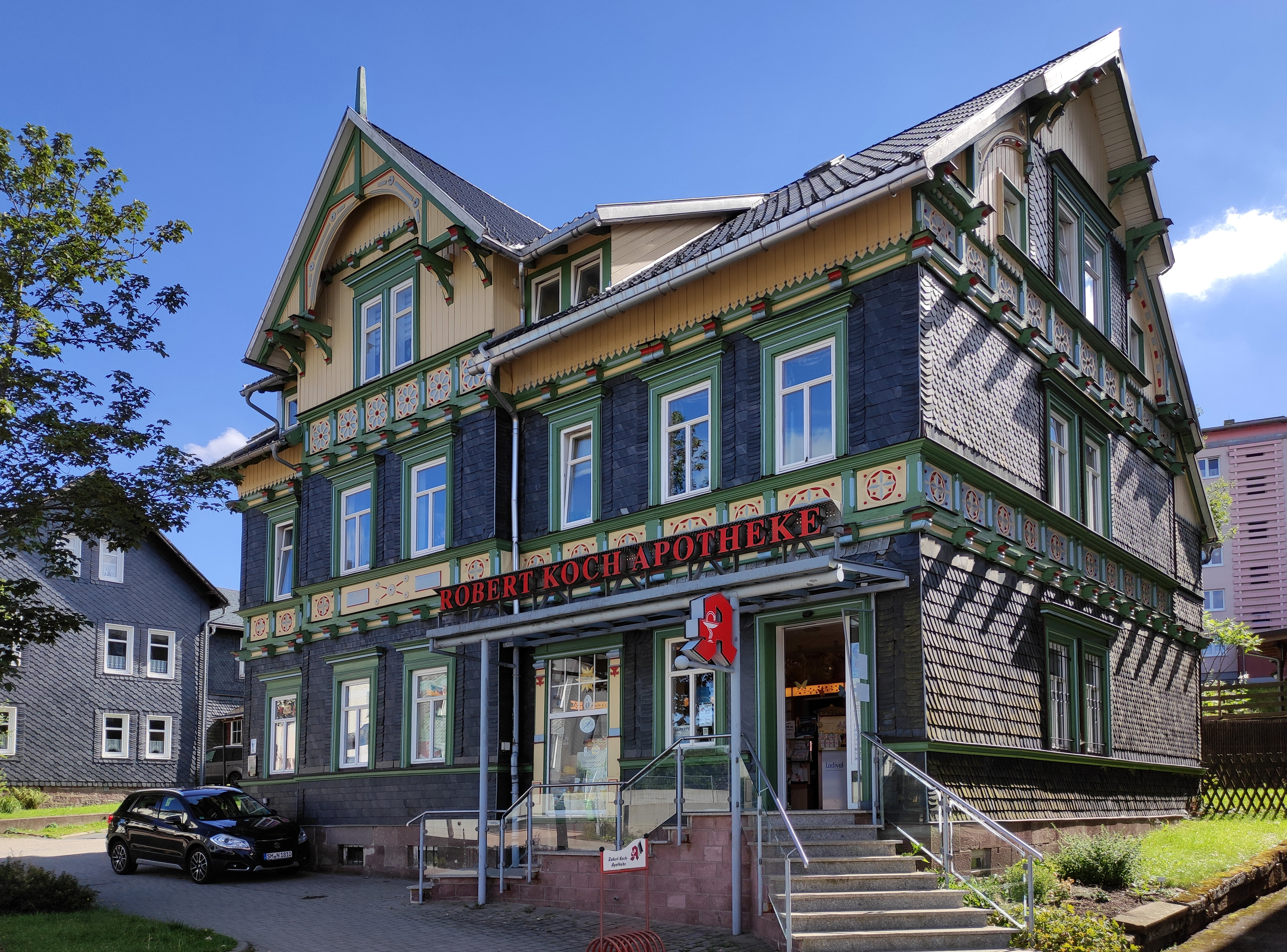
Apotheke Zellaer Straße
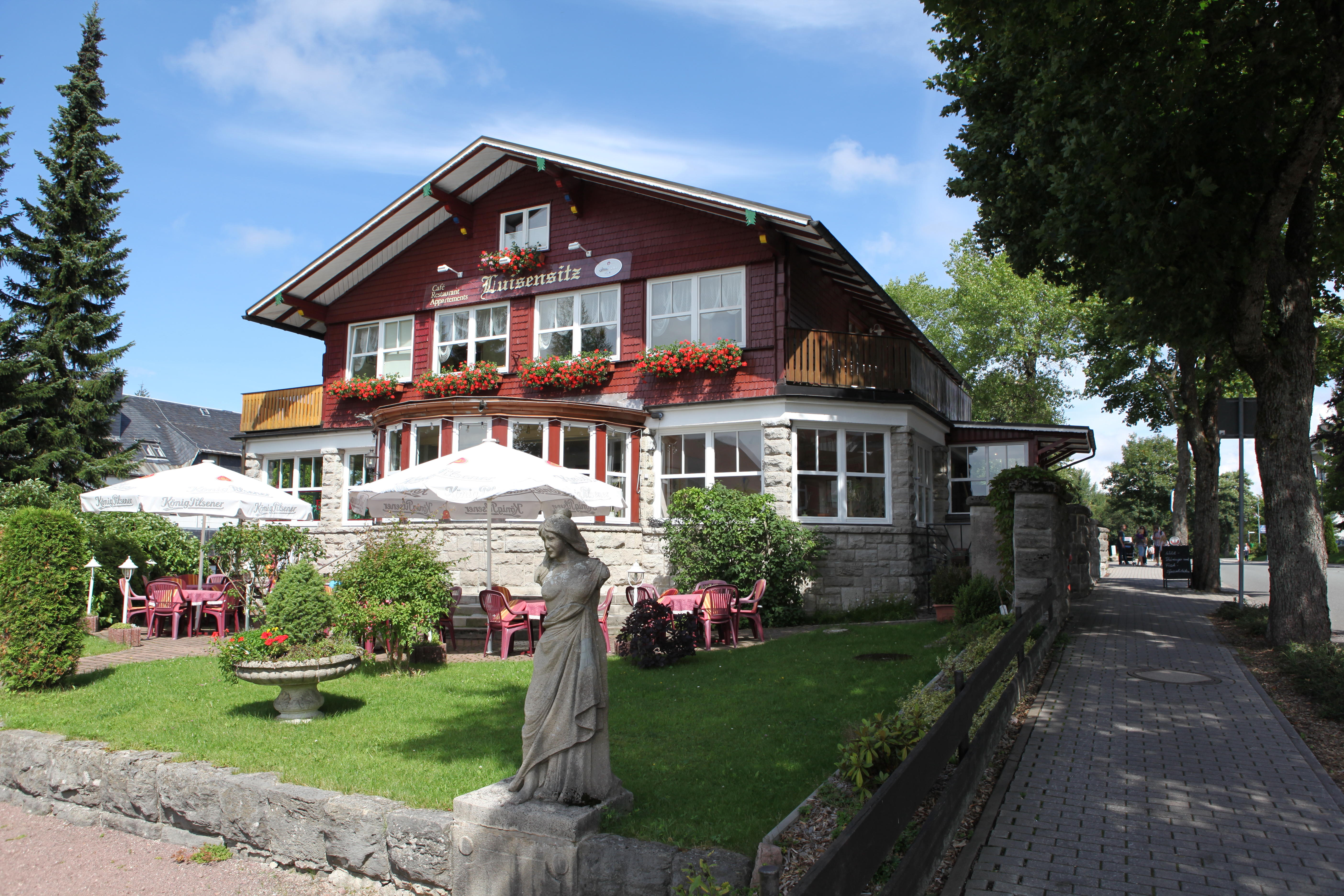
Cafe Luisensitz (1927)
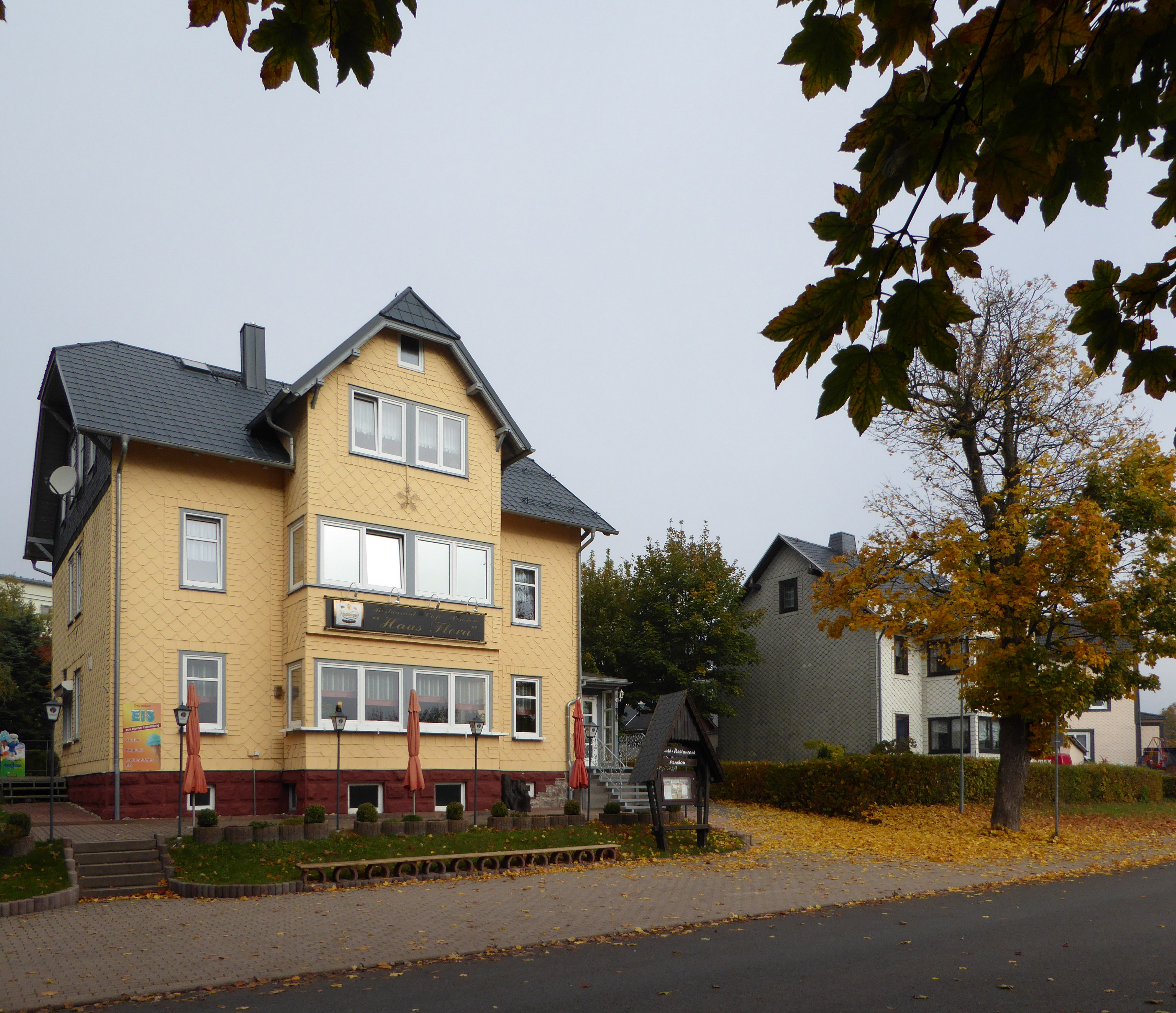
Restaurant Cafe Pension – Haus Flora
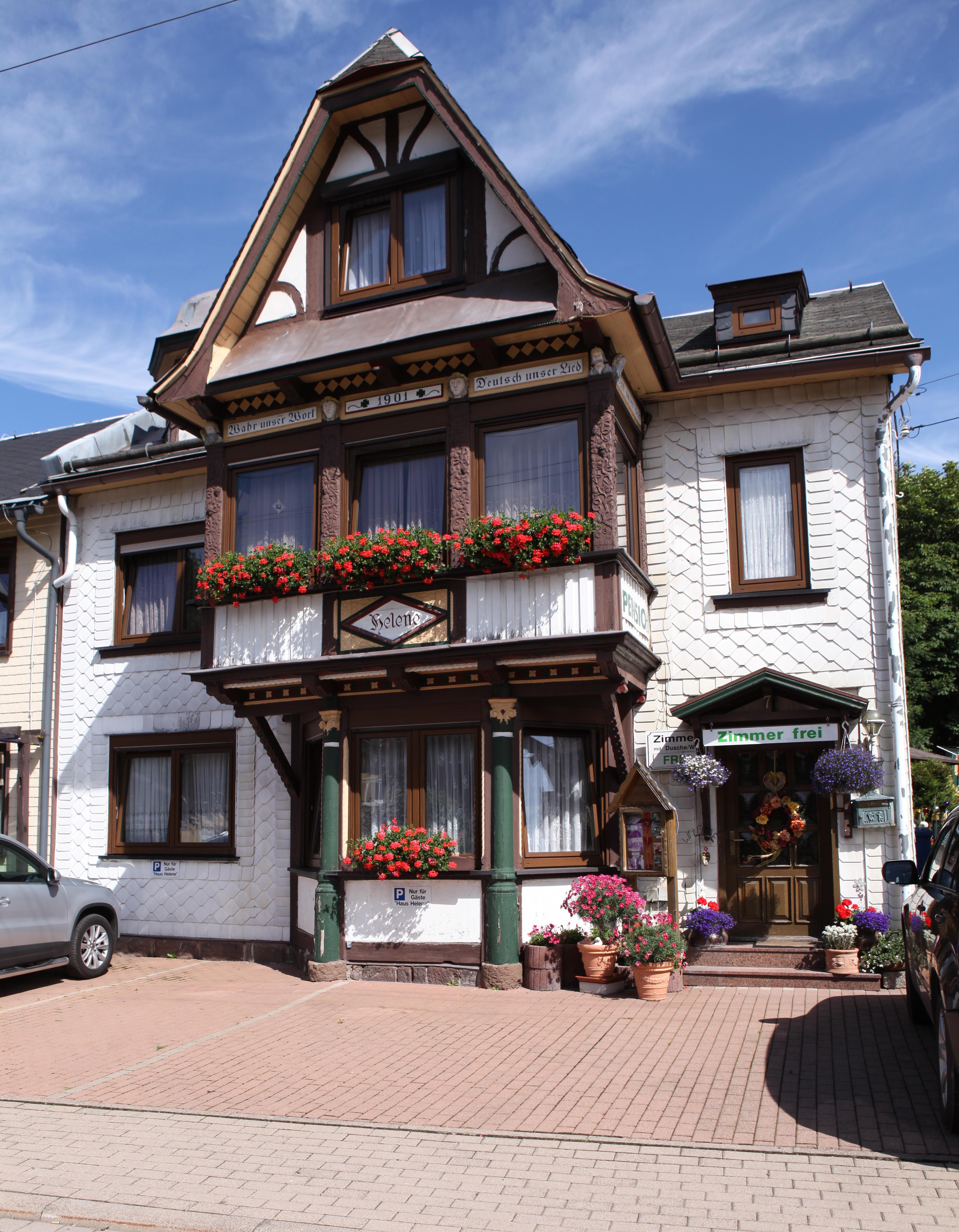
Haus Helene (1901)

## Filme
- Sport voran – seid bereit. DEFA-Dokumentarfilm, DDR 1951. Regie: Susanne Speer[19]
- Wenn die Erde weiß vom Schnee. DEFA-Dokumentarfilm, DDR 1986. Regie: Dieter Raue[20]
- Geheimnisvolle Orte – Oberhof. Dokumentation über die Stasi in Oberhof

### Überblicksdarstellungen
- Daniela Spiegel (2018): Aus großer Geste wird Stückwerk. Die städtebaulichen Planungen für den Wintersportort Oberhof 1948–1989. In: Simon Scheithauer, Mark Escherich, Jens Nehring, Daniela Spiegel (Hrsg.): Utopie und Realität. Planungen zur sozialistischen Umgestaltung der Thüringer Städte Weimar, Erfurt, Suhl und Oberhof (= Forschungen zum baukulturellen Erbe der DDR, Bd. 6), Weimar, S. 189–242.

- Wolfgang Fritzsche (2005): Oberhof. Geschichte, Landschaft, Tipps, Wanderungen. Ilmenau.

- Gerhard Klotz (2007): Rennsteiggarten. Botanischer Garten für Gebirgsflora Oberhof. Oberhof.

- Wintersportverein Oberhof 05 (2004): 100 Jahre Wintersport in Oberhof. Die Chronik des Oberhofer Wintersports. Oberhof.

- Rolf Hackel (1993): Oberhof. Vom Hospiz der Johanniter zur Stadt am Rennsteig. Geschichte und Landschaft Oberhof, ein Zentrum des Wintersports, Wandern im Herzen des Thüringer Waldes. Zella-Mehlis.

### Historisch
- Anke Geier (2017): "Die Nichtbefolgung dieser Massnahme zieht Zwangsmassnahme nach sich". Kreisverweise in Thüringen zwischen 1945 und 1951. In: Gerbergasse 18. Thüringer Vierteljahresschrift für Zeitgeschichte und Politik, Heft 83, S. 43–47.

- Norbert Moczarski (1992): Archivalische Quellen über die Vorbereitung und Durchführung der Zwangsaussiedlungen zu Beginn der 50er und 60er Jahre in Südthüringen. In: Jahrbuch. Hennebergisch-Fränkischer Geschichtsverein, Bd. 7 (1992), S. 315–348.